# Хутір Лукомський
Хутір Лукомський (крим. Hutir Lukomskıy), Хутір Лукомского, розмовне Лукомка — район на півдні міста Севастополь, у Ленінському районі.
З 7 вересня 2023 року місцевість передана до Бахчисарайського району Автономної Республіки Крим, однак, вона досі не має статусу окремого населеного пункту.

## Опис
Основна вулиця — Лукомська.
Зараз це невелике селище на північних схилах верхів'їв Хомутової балки, на південь від Максимової дачі.
На хуторі Лукомський знаходиться учбовий центр ЧФ РФ, військова частина з антеною пеленгатора та антенне поле розвідки МО РФ.
Базуються третій морський радіозагін спеціального призначення ЧФ РФ та 519-й окремий дивізіон розвідувальних кораблів. До складу дивізіону входять середні розвідувальні кораблі (СРК) «Іван Хурс», «Приазов'я», «Екватор», «Кільдін» (самі кораблі базуються трохи на південь від Мінної стінки в Севастополі).

## Історія
Колись на цьому місці розташовувався хутір Джеузде́-Ота́р (крим. Ceuzde Otar, «Горіхове пасовище»).
Хутір названий на ім'я власника — або В. С. Лукомського, який жив у Севастополі і служив на Чорноморському флоті на початку XIX ст., або великого комерсанта Лукомського.
Під час Другої Світової Війни на хуторі Лукомського розташовувався командний пункт 7-ї бригади морської піхоти. Про це повідомляє встановлена тут меморіальна дошка.
За радянських часів хутір входив до складу Севастопольського радгоспу № 10.
У 2014 році завершилося будівництво ділянки нової дороги через хутір з Максимової дачі в район Сапун-гори до перетину з автошляхом Ялта «Севастополь».